# Tauern
La paraula Tauern és de l'idioma alemany i originàriament significava "alt pas de muntanya" als Alps del centre d'Àustria, referint-se als nombrosos camins de ferradura i passos de les valls tributàries paral·lels del Riu Salzach que tallen les serralades de muntanyes. Des de l'Edat Mitjana, quan la mineria va arribar al seu zenit, la paraula "Tauern" també va servir per designar les serralades corresponents. Aquest nom ha sobreviscut en nombrosos topònims.

## Etimologia
Hi ha diverse interpretacions del nom "Tauern":
- Un punt de vista el nom "Tauern" és un substrat lingüístic antic (*taur- per a dir "muntanya" > "travessar un pas de muntanya"), en les llengües eslaves existeix tur-"turó allargat").[1][2]
- També podria derivar de l'indogermànic *(s)teur- per a dir "toro, gran turó".[3]

## Serralades
Hi ha diverses serralades que actualment porten el nom de Tauern.
- Hohe Tauern (alemany: Hohe Tauern), sovint dit simplement els Tauern.
- Niedere Tauern que es divideix en (d'oest a est):
  - Radstadt Tauern
  - Schladminger Tauern
  - Rottenmanner und Wölzer Tauern
  - Seckauer Tauern
- Ossiach Tauern, dins els Alps Gurktal

Els Alts i Baixos Tauern històricament han rebut el nom d'Alps Tauern (Tauernalpen)

## Llocs
Els llocs que porten el nom Tauern són:
- Municipi de Untertauern
- estació d'esquí de Obertauern
- El llogarret de Tauern a Ossiach
- el poble de Tauer a Matrei a Osttirol